# Ministero dell'Istruzione, degli affari religiosi e dello sport

Il Ministero dell'Istruzione, degli Affari Religiosi e dello Sport (in greco Υπουργείο Παιδείας και Θρησκευμάτων; Υ.ΠΑΙ.Θ.?, Ypourgeio Paideias kai Thrīskeumatōn; Y.PAI.TH.) è un dicastero del governo greco, responsabile della gestione del sistema scolastico nazionale e della supervisione degli affari inerenti alle religioni in Grecia.
L'attuale ministro è Sofia Zacharaki, in carica dal 14 marzo 2025.

## Storia
Il Ministero affonda le sue radici nel Segretariato della pubblica istruzione e degli affari ecclesiastici, istituito nell'aprile 1833 dal governo retto da Spiridon Trikoupis durante la reggenza di Ottone di Grecia. Tale dicastero ha mutato più volte denominazione fino alla riforma del 2009, con l'aggiunta delle competenze in materia di "apprendimento permanente". Tre anni dopo il ministero ha ottenuto anche le deleghe di cultura, turismo e sport, poi nuovamente scorporate in un separato dicastero nel 2013.

## Organizzazione
Il Ministero si articola in quattro segreterie generali:
- Segreteria generale per l'istruzione primaria, secondaria e speciale;
- Segreteria generale per l'istruzione professionale, la formazione e l'apprendimento permanente;
- Segreteria generale per l'istruzione superiore;
- Segreteria generale per gli affari religiosi.

## Ministri
| Ministro                                                                                      | Partito | Governo                 | Mandato           | Mandato           |
| Ministro                                                                                      | Partito | Governo                 | Inizio            | Fine              |
| --------------------------------------------------------------------------------------------- | ------- | ----------------------- | ----------------- | ----------------- |
| Ministero dell'istruzione nazionale e degli affari religiosi (1974-2009)                      |         |                         |                   |                   |
| Nikolaos Louros (1898)                                                                        | Ind.    | Karamanlís V            | 24 luglio 1974    | 21 novembre 1974  |
| Panagiōtīs Zepos (1908)                                                                       | Ind.    | Karamanlís VI           | 21 novembre 1974  | 5 gennaio 1976    |
| Geōrgios Rallīs (1918)                                                                        | ND      | Karamanlís VI           | 5 gennaio 1976    | 28 novembre 1977  |
| Iōannīs Varvitsiōtīs (1933)                                                                   | ND      | Karamanlís VII          | 28 novembre 1977  | 10 maggio 1980    |
| Athanasios Taliadouros (1919)                                                                 | ND      | Rallīs                  | 10 maggio 1980    | 21 ottobre 1981   |
| Leuterīs Veruvakīs (1935)                                                                     | PASOK   | Andreas Papandreou I    | 21 ottobre 1981   | 5 luglio 1982     |
| Apostolos Kaklamanīs (1936)                                                                   | PASOK   | Andreas Papandreou I    | 5 luglio 1982     | 3 giugno 1985     |
| Apostolos Kaklamanīs (1936)                                                                   | PASOK   | Andreas Papandreou II   | 3 giugno 1985     | 25 aprile 1986    |
| Giōrgos Papandreou (1952)                                                                     | PASOK   | Andreas Papandreou II   | 25 aprile 1986    | 9 maggio 1988     |
| Vasilīs Kontogiannopoulos (1942)                                                              | ND      | Tzannetakīs             | 9 maggio 1988     | 22 giugno 1988    |
| Kōnstantinos Despotopoulos (1913)                                                             | Ind.    | Grivas                  | 12 ottobre 1989   | 23 novembre 1989  |
| Kōnstantinos Sīmitīs (1936)                                                                   | PASOK   | Zolōtas                 | 23 novembre 1989  | 13 febbraio 1990  |
| Kōnstantinos Despotopoulos (1913)                                                             | Ind.    | Zolōtas                 | 13 febbraio 1990  | 11 aprile 1990    |
| Vasilīs Kontogiannopoulos (1942)                                                              | ND      | Kōnstantinos Mītsotakīs | 11 aprile 1990    | 10 gennaio 1991   |
| Geōrgios Souflias (1941)                                                                      | ND      | Kōnstantinos Mītsotakīs | 10 gennaio 1991   | 12 ottobre 1993   |
| Dīmītrīs Fatouros (1928)                                                                      | PASOK   | Andreas Papandreou III  | 13 ottobre 1993   | 8 luglio 1994     |
| Giōrgos Papandreou (1952)                                                                     | PASOK   | Andreas Papandreou III  | 8 luglio 1994     | 22 gennaio 1996   |
| Giōrgos Papandreou (1952)                                                                     | PASOK   | Simitis I               | 22 gennaio 1996   | 25 settembre 1996 |
| Gerasimos Arsenīs (1931)                                                                      | PASOK   | Simitis II              | 25 settembre 1996 | 13 aprile 2000    |
| Petros Eythymiou (1950)                                                                       | PASOK   | Simitis III             | 13 aprile 2000    | 10 marzo 2004     |
| Marietta Giannakou (1951)                                                                     | ND      | Karamanlīs I            | 10 marzo 2004     | 19 settembre 2007 |
| Euripidīs Stulianidīs (1966)                                                                  | ND      | Karamanlīs II           | 19 settembre 2007 | 8 gennaio 2009    |
| Arīs Spīliōtopoulos (1966)                                                                    | ND      | Karamanlīs II           | 8 gennaio 2009    | 7 ottobre 2009    |
| Ministero dell'istruzione, dell'apprendimento permanente e degli affari religiosi (2009-2012) |         |                         |                   |                   |
| Anna Diamantopoulou (1959)                                                                    | PASOK   | Giōrgos Papandreou      | 7 ottobre 2009    | 11 novembre 2011  |
| Anna Diamantopoulou (1959)                                                                    | PASOK   | Papadīmos               | 11 novembre 2011  | 7 marzo 2012      |
| Geōrgios Mpampiniōtīs (1939)                                                                  | Ind.    | Papadīmos               | 7 marzo 2012      | 17 maggio 2012    |
| Aggelikī-Eufrosynī Kiaou (?)                                                                  | Ind.    | Pikrammenos             | 17 maggio 2012    | 21 giugno 2012    |
| Ministero dell'istruzione, degli affari religiosi, della cultura e dello sport (2012-2013)    |         |                         |                   |                   |
| Kōnstantinos Arvanitopoulos (1960)                                                            | ND      | Samaras                 | 21 giugno 2012    | 25 giugno 2013    |
| Ministero dell'istruzione e degli affari religiosi (2013-2015)                                |         |                         |                   |                   |
| Kōnstantinos Arvanitopoulos (1960)                                                            | ND      | Samaras                 | 25 giugno 2013    | 9 giugno 2014     |
| Andreas Loverdos (1956)                                                                       | PASOK   | Samaras                 | 9 giugno 2014     | 25 gennaio 2015   |
| Ministero della cultura, dell'istruzione e degli affari religiosi (2015)                      |         |                         |                   |                   |
| Aristeidīs Mpaltas (1943)                                                                     | SYRIZA  | Tsipras I               | 27 gennaio 2015   | 28 agosto 2015    |
| Aggelikī-Eufrosynī Kiaou (?)                                                                  | Ind.    | Thanou-Christofilou     | 28 agosto 2015    | 22 settembre 2015 |
| Ministero dell'istruzione, della ricerca e degli affari religiosi (2015-2019)                 |         |                         |                   |                   |
| Nikos Filīs (1960)                                                                            | SYRIZA  | Tsipras II              | 23 settembre 2015 | 5 novembre 2016   |
| Kōnstantinos Gavroglou (1947)                                                                 | SYRIZA  | Tsipras II              | 5 novembre 2016   | 8 luglio 2019     |
| Ministero dell'istruzione e degli affari religiosi (dal 2019)                                 |         |                         |                   |                   |
| Nikī Kerameōs                                                                                 | ND      | Governo Mītsotakīs I    | 9 luglio 2019     | 25 maggio 2023    |
| Christos Kittas                                                                               | Ind.    | Governo Sarmas          | 25 maggio 2023    | 28 giugno 2023    |
| Ministero dell'Istruzione, degli affari religiosi e dello sport (dal 2023)                    |         |                         |                   |                   |
| Kyriakos Pierrakakīs                                                                          | ND      | Kyriakos Mītsotakīs II  | 28 giugno 2023    | 14 marzo 2025     |
| Sofia Zacharaki                                                                               | ND      | Kyriakos Mītsotakīs II  | 28 giugno 2023    |                   |

## Fonti
1. ↑  budget for 2025
2. ↑  https://e-wall.net/48813/posoi-einai-oi-monimoi-ekpaideftikoi-ypalliloi-tou-ypaitha-kai-i-strevlosi-ton-50-000-1-3-anapliroton/